# Région historico-culturelle et naturelle de Kotor
La région historico-culturelle et naturelle de Kotor située dans le Monténégro a été inscrite au patrimoine mondial de l'UNESCO en 1979. 
Elle englobe la vieille ville de Kotor (italien Cattaro), les fortifications de Kotor, et la région de l'intérieur de la baie de Kotor.